# Cryptogalumna grandjeani
Cryptogalumna grandjeani är en kvalsterart som beskrevs av Nambiyath Puthansurayil Balakrishnan och Haq 1985. Cryptogalumna grandjeani ingår i släktet Cryptogalumna och familjen Galumnidae. Inga underarter finns listade i Catalogue of Life.